# Joe Panik
Joseph Matthew Panik (Yonkers, Nueva York, 30 de octubre de 1990), más conocido como Joe Panik, es un exjugador profesional estadounidense de béisbol que se desempeñó en la posición de segunda base en las Grandes Ligas de Béisbol (MLB). Logró obtener un Guante de Oro.

## Carrera
Panik jugó como profesional seis temporadas en San Francisco Giants (2014-2019), después pasó a New York Mets (2019), luego a Toronto Blue Jays (2020-2021), posteriormente a Miami Marlins, donde jugó una temporada (2021), y fue el equipo en el que se retiró.

## Premios
Fue galardonado con el Guante de Oro en una oportunidad (2016).